# II Festival de Antofagasta
La II versión del Festival de Antofagasta llamado Antofagasta Junto al Mar 2010 se realizó los días 11, 12 y 13 de febrero de 2010 en el Sitio Cero del Puerto de la ciudad de Antofagasta en Chile. El evento fue desarrollado por la Municipalidad de Antofagasta a través de la Corporación Cultural, y fue transmitido íntegramente por la señal de televisión local Antofagasta TV. Contó además con la animación de Antonio Vodanovic

## Desarrollo

### Jueves 11 de febrero
- Myriam Hernández
- Dinamita Show (humorista)
- La Noche

### Viernes 12 de febrero
- Chancho en Piedra
- Los Jaivas
- Natalia Cuevas y Charola Pizarro (humoristas)

### Sábado 13 de febrero
- Saiko
- Tom Jones
- Sonora Barón